# Le colline hanno gli occhi (film 1977)
Le colline hanno gli occhi (The Hills Have Eyes) è un film del 1977 scritto, diretto e montato da Wes Craven.
Girato a basso costo nel deserto del Mojave, è stato definito dal critico John Kenneth Muir «un punto di svolta nel genere horror» e indicato come un crocevia di generi, tra cui il revenge movie, lo slasher, il western revisionista e il road movie. Alla sua uscita ottenne un grande successo di pubblico e negli anni è diventato un vero e proprio film di culto, lanciando due "icone horror" come gli attori Michael Berryman e Dee Wallace.
Nel 2001 è stato uno dei 400 titoli scelti dall'American Film Institute per essere inclusi tra i cento film più avvincenti del cinema americano, non riuscendo però a entrare nella classifica finale. La scena in cui Marte e Plutone attaccano la roulotte della famiglia Carter è stata inserita al 41º posto nella miniserie The 100 Scariest Movie Moments, trasmessa negli Stati Uniti dal canale televisivo Bravo nel 2004.

## Trama
L'anziano Fred è in procinto di abbandonare la sua pompa di benzina sperduta nel deserto del Nevada dopo che il governo ha deciso di usare l'area per test nucleari, quando un'auto si ferma per fare rifornimento. Si tratta della famiglia di Bob ed Ethel Carter, in viaggio verso la California con i figli Brenda, Bobby, Lynne con suo marito Doug, la piccola Katy di 6 mesi e due cani, Bella e Bestia. Una volta ripartiti, Bob dirige la roulotte in un deserto collinoso, nonostante Fred lo abbia avvisato che allontanarsi dalla strada principale è molto pericoloso. Le colline sono infatti abitate da una famiglia di selvaggi dediti al cannibalismo composta da Papà Giove e dalla sua progenie, Plutone, Mercurio, Marte e la giovane Ruby, che è stata incatenata dai fratelli dopo aver tentato di fuggire.
L'auto finisce fuori strada e i Carter rimangono bloccati, per cui Bob si allontana a piedi in cerca di aiuto. A notte inoltrata raggiunge la pompa di benzina del vecchio Fred che, proprio mentre sta per rivelargli la verità sul suo legame con i selvaggi delle colline, viene ucciso da Papà Giove. Bob tenta di fuggire ma, prima di arrivare alla roulotte, viene catturato e messo al rogo da Papà Giove, mentre il resto della sua famiglia viene attaccata da Marte e Plutone che uccidono Ethel e Lynne e rapiscono Katy. La bambina viene portata nel rifugio dove il clan di selvaggi si è riunito al completo, intenzionato a mangiare sia lei che il cadavere di Bob.
Nel frattempo Bestia riesce a far precipitare Mercurio dalle rocce e, una volta fattosi giorno, uccide Plutone, dilaniandogli la gola. Doug si lancia disperato verso le colline alla ricerca della figlia e, con l'aiuto di Ruby, riesce a liberarla e ad uccidere Marte. Rimasti alla roulotte, Bobby e Brenda attirano Papà Giove con un tranello e anche il capofamiglia dei cannibali finisce massacrato. I due superstiti possono così riunirsi con Doug e Katy, ai quali si aggiunge Ruby, finalmente libera.

## Analisi
Nel suo libro Wes Craven: The Art of Horror, John Kenneth Muir vede il film come una rappresentazione dello scontro tra classi sociali negli Stati Uniti, con i Carter a simboleggiare i ricchi e la famiglia di Papà Giove i poveri. Muir scarta l'ipotesi formulata da critici come Tony Williams, che hanno descritto Le colline hanno gli occhi come un'allegoria della guerra del Vietnam in cui «un nemico primitivo sconfigge una forza tecnologicamente superiore», con la semplice constatazione che nel film è «il gruppo che rappresenta l'America (i Carter) che vince la guerra», a differenza di quanto fecero le forze americane in Vietnam. Citando le parole di Wes Craven, secondo cui le due famiglie rappresentano «due facce della stessa medaglia», l'autore sostiene che ciò che appare come il "nemico" nel film non sia da ricercare in un Paese straniero ma in una classe di disperati che a causa delle disuguaglianze sociali è stata calpestata per troppo tempo e che rivendica ciò che gli è stato tolto ingiustamente: «La battaglia tra il clan di Papà Giove e i Carter... non è "viet cong contro gli Stati Uniti", è la stessa casa divisa in due: i poveri d'America contro i ricchi».
Una lettura simile è stata offerta dallo scrittore e produttore Stephen Jay Schneider, che sulla rivista online Senses of Cinema ha contrapposto i Carter, esempio del ceto medio suburbana, al gruppo di selvaggi «che sostituisce qualsiasi gruppo sociale, minoranza o etnia oppressa, vessata e calpestata, dagli africani ai nativi americani, dagli hillbillies fino ai viet cong durante la fallita invasione americana degli anni settanta, che sbarca il lunario in una squallida esistenza usando armi e strumenti scartati dall'esercito allo scopo di commettere piccole ruberie».

## Produzione
Dopo l'esordio con L'ultima casa a sinistra, Wes Craven aveva in mente di realizzare qualcosa di diverso e di cambiare totalmente genere. «Volevo qualcosa di più sofisticato» ha affermato in seguito, «non volevo sentirmi di nuovo a disagio nel fare una dichiarazione sulla depravazione umana». Non riuscì però a trovare finanziatori e i problemi economici lo portarono ad accettare la proposta di un altro film horror da parte dell'amico produttore Peter Locke. Craven pensò quindi a una nuova collaborazione con Sean S. Cunningham e ad un soggetto basato sulla fiaba Hänsel e Gretel, ma Locke lo convinse a realizzare qualcosa che fosse in linea col primo film.

### Sceneggiatura

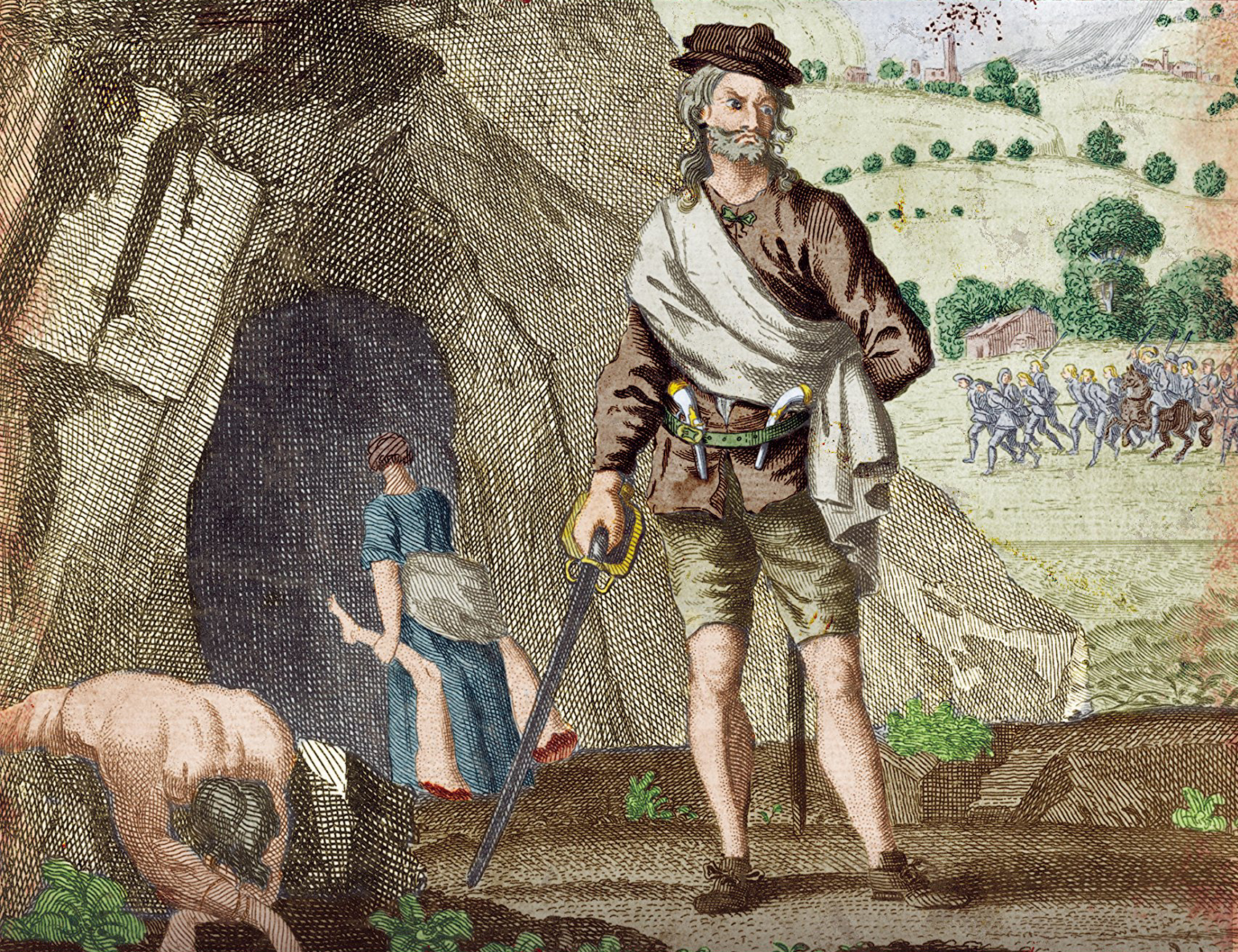
Un'illustrazione raffigurante Sawney Bean davanti all'entrata della sua grotta.

Il risultato fu una sceneggiatura intitolata Blood Relations: The Sun Wars, una storia ambientata nel New Jersey in cui un gruppo di selvaggi che vive sulle colline assalta una famiglia in vacanza. Craven trasse ispirazione dal personaggio di Sawney Bean, serial killer e capo di un clan di 48 persone che secondo la leggenda avrebbe commesso oltre 1000 omicidi e compiuto atti di cannibalismo sulle vittime nella Scozia del XVI secolo. Ciò che attirò il suo interesse fu soprattutto l'epilogo della vicenda, con i seguaci di Bean catturati, barbaramente torturati e giustiziati senza alcun processo, un trattamento che secondo il regista poneva sullo stesso piano il comportamento animalesco del clan con la ferocia di persone apparentemente "civilizzate".
Un'altra fonte d'ispirazione fu Non aprite quella porta, horror indipendente diretto da Tobe Hooper appena tre anni prima. Alcuni elementi del film, dal gruppo di vacanzieri bloccati in un ambiente desolato all'incontro con una famiglia di psicopatici dediti al cannibalismo, furono inseriti nella sceneggiatura come omaggio a quello che sarebbe diventato un classico del genere slasher e di cui Craven era un grande ammiratore. Lo stesso regista ha indicato come ulteriori influenze quelle di registi come François Truffaut e Luis Buñuel, oltre al film Furore di John Ford, mentre per i componenti della famiglia Carter si ispirò alla propria famiglia e ai suoi vicini di casa.
Durante la fase di scrittura, Peter Locke prese spunto dagli aridi paesaggi incontrati durante i numerosi viaggi a Las Vegas (dove si esibiva la sua ragazza, l'attrice e cantante Liz Torres) e propose di spostare l'ambientazione dal New Jersey al deserto del Nevada. Anche il titolo non convinse il produttore e, nonostante l'iniziale titubanza, alla fine Craven approvò la scelta di The Hills Have Eyes.

### Il cast

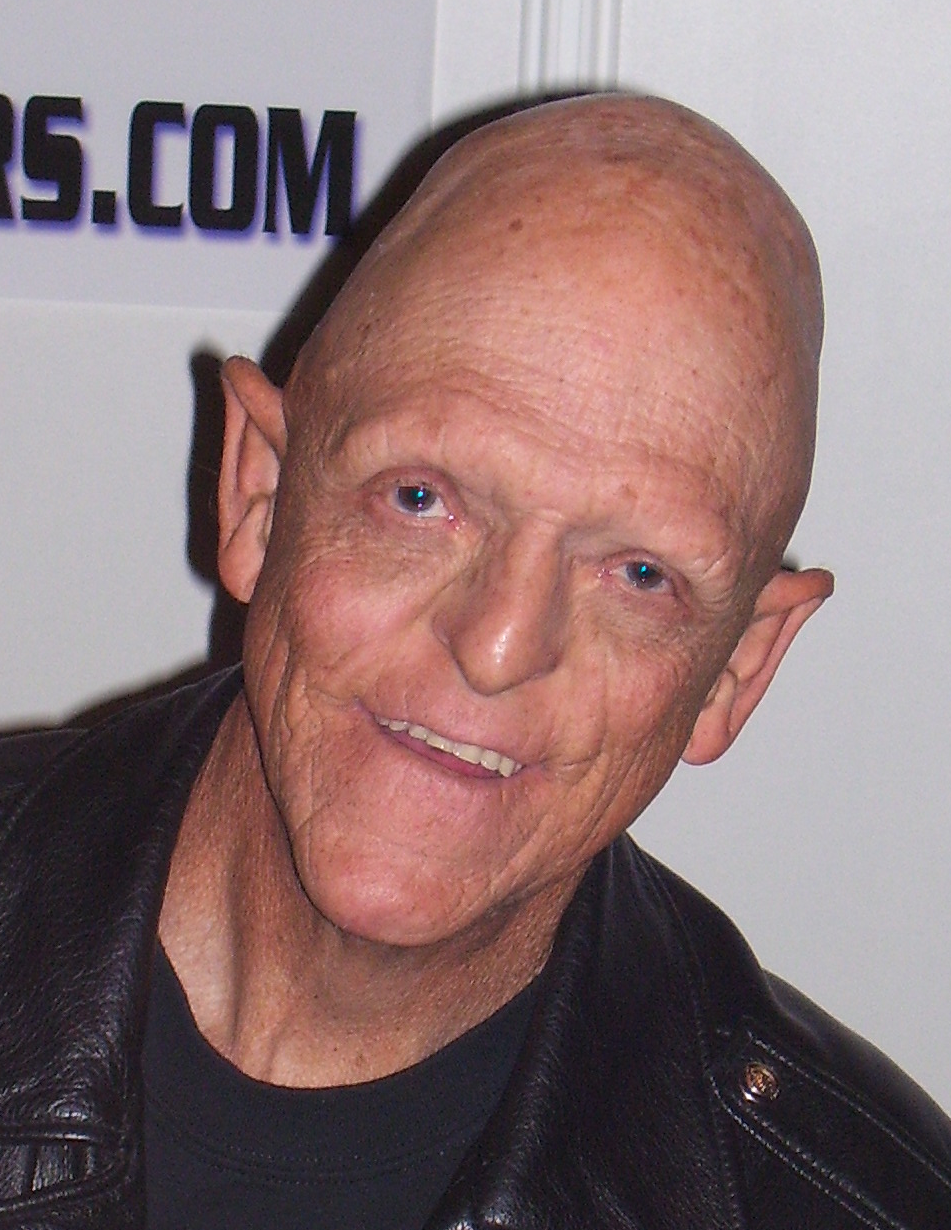
Michael Berryman nel 2007.

A causa delle limitate risorse messe a disposizione della produzione, Craven fu costretto a limitare il cast e ad affidarsi ad attori spesso alle prime esperienze nel cinema. Due di questi sarebbero diventati volti noti per gli amanti del genere horror: Dee Wallace (L'ululato, Cujo, Halloween - The Beginning) e Michael Berryman (Benedizione mortale, Le colline hanno gli occhi II, La casa del diavolo). La prima, ricordata in seguito soprattutto come la madre di Elliot in E.T. l'extra-terrestre, fu reclutata per il ruolo di Lynne mentre a Berryman fu assegnato quello di Plutone, cosa che lo rese particolarmente euforico data la sua passione per The Mummy's Curse e altri classici della Universal.
Per il ruolo di Brenda venne scelta Susan Lanier, già apparsa in alcune serie televisive come Electra Woman and Dyna Girl, che accettò nonostante il suo agente avesse cercato di dissuaderla temendo che potesse rovinare le sue opportunità di carriera. Una parte fu offerta anche a Gunnar Hansen, interprete di Leatherface in Non aprite quella porta, che decise però di rifiutare per trasferirsi nel Maine e concentrarsi sulla sua carriera letteraria.
Del cast fece parte anche il produttore Peter Locke (accreditato come Arthur King) che appare nel ruolo di Mercurio durante le sequenze iniziali alla pompa di benzina e più avanti quando viene spinto giù dalle rocce da uno dei cani dei Carter.

### Le riprese

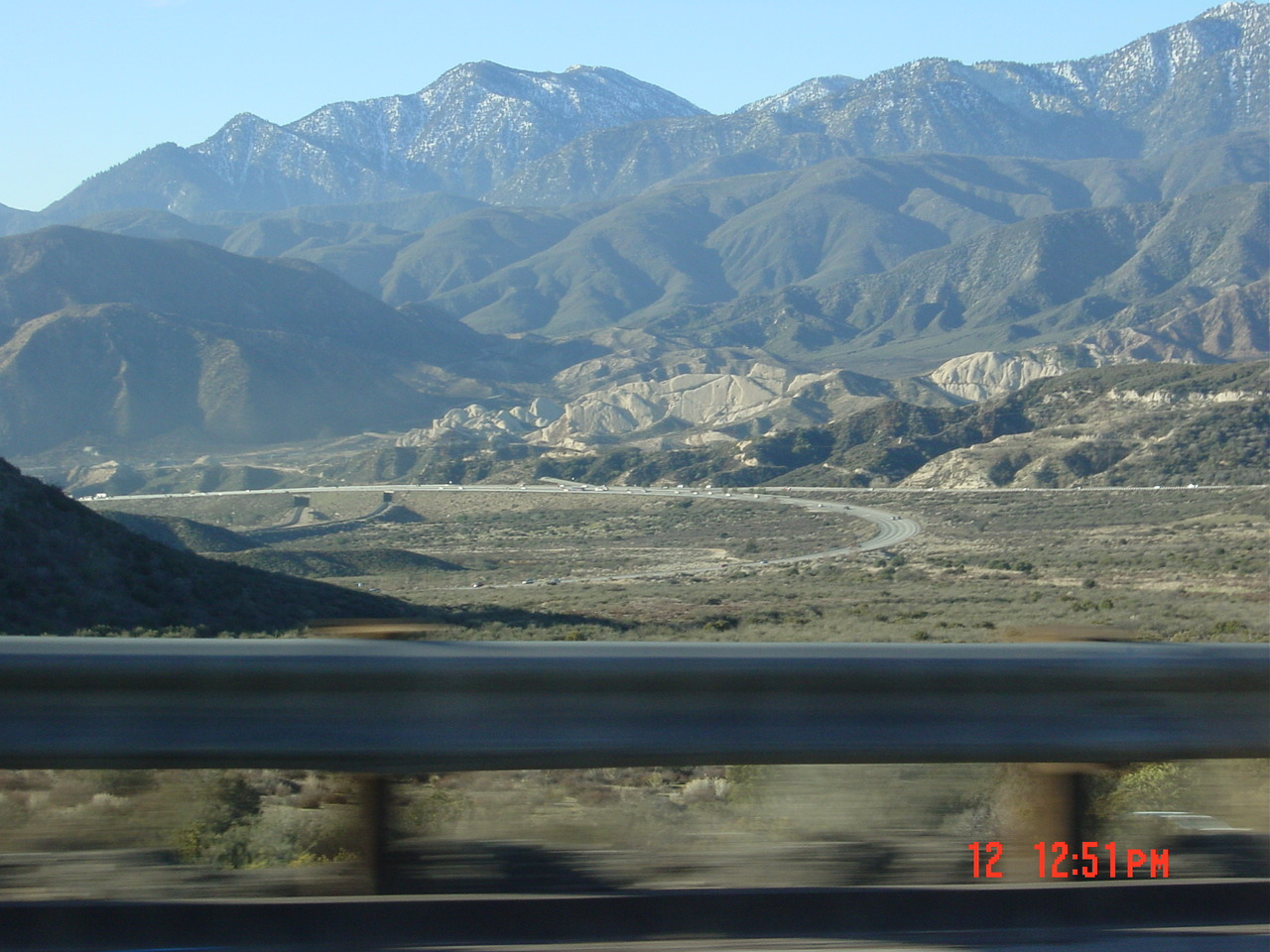
Una veduta della location a Victorville in California.

La lavorazione prese il via il 18 ottobre 1976 a Victorville in California, nel deserto del Mojave, con un budget compreso tra i 350.000 e i 700.000 dollari e una troupe composta in gran parte da "veterani" dei film di Roger Corman. Le riprese furono effettuate in 16 millimetri con cineprese prese in prestito da un regista californiano di film pornografici, mentre lo scenografo Robert A. Burns, che aveva lavorato anche in Non aprite quella porta, riutilizzò molti oggetti di scena usati nel film di Tobe Hooper per decorare il covo dei cannibali, comprese ossa e pelli di animali.
I ritmi lavorativi e le condizioni imposte dalla location misero a dura prova la resistenza degli attori, spesso costretti a girare 12-14 ore al giorno per sei giorni alla settimana. Michael Berryman in particolare si trovò in difficoltà a recitare con temperature che di giorno sfioravano i 50 °C (per scendere a -1 °C di notte). Essendo affetto da displasia ectodermica ipoidrotica, l'attore aveva problemi di termoregolazione per la mancanza di ghiandole sudoripare e alla fine di molte scene dovette essere immediatamente assistito per evitare l'ipertermia.
Nel corso delle riprese furono apportate alcune modifiche alla sceneggiatura iniziale, alcune delle quali improvvisate come quando Lynne si trova ad affrontare una tarantola nella roulotte, un'idea che Craven decise di aggiungere dopo che fu trovata e messa in un terrario. In un altro caso la modifica fu imposta dagli attori che si rifiutarono categoricamente di girare la scena in cui Papà Giove avrebbe dovuto (simulare di) mangiare la piccola Katy. Anche il finale previsto fu cambiato, in questo caso su decisione di Craven, che volle aggiungere la brutale uccisione di Marte da parte di Doug prima dell'ottimistico ricongiungimento dei sopravvissuti.

## Distribuzione
Il film fu mostrato in anteprima il 15 giugno 1977 a Tucson, in Arizona, e a partire dal mese di luglio fu proiettato nel resto degli Stati Uniti. La MPAA impose il rating "X", ovvero il divieto ai minori di 18 anni, ragion per cui Craven fu costretto ad eliminare alcune scene particolarmente violente che consentirono di distribuire il film come "R-rated" (visione consentita ai minori accompagnati da un adulto). Nel Regno Unito uscì con alcuni tagli imposti dal British Board of Film Classification, tra cui il primo piano sulla caviglia spezzata di Plutone e la sequenza dell'accoltellamento finale. In seguito tutti i tagli sono stati ripristinati nelle versioni uscite per l'home video.
La campagna pubblicitaria sottolineò il fatto che una copia del film era stata inclusa nella collezione permanente del MoMA di New York in qualità di "classico del cinema horror", anche se in realtà la copia era stata inserita nella "Study Collection" anziché nella più prestigiosa "Permanent Collection". Il 13 novembre 1977 un curatore del museo dichiarò inoltre sul Los Angeles Times che avrebbe preferito che il loro nome non venisse usato nella promozione del film.

### Date di uscita
- Stati Uniti (The Hills Have Eyes) – 15 giugno 1977
- Italia (Le colline hanno gli occhi) – 23 maggio 1978
- Danimarca (Slagterbanden) – 25 maggio 1979
- Germania Ovest (Hügel der blutigen Augen) – 1º giugno 1979
- Francia (La colline a des yeux) – 20 giugno 1979
- Spagna (Las colinas tienen ojos) – 26 dicembre 1979
- Brasile (Quadrilha de Sádicos) – 25 febbraio 1980
- Portogallo (Os Olhos da Montanha) – 12 giugno 1981
- Giappone (Sarandora) – 25 agosto 1984

Negli anni è stato riproposto in manifestazioni internazionali come l'Amsterdam Fantastic Film Festival (1996), lo Screamfest Horror Film Festival di Hollywood (2002), il Night Visions di Helsinki (2006), la Semana de Cine Fantástico y de Terror di San Sebastián (2015) e il Maryland Film Festival di Baltimora (2018).

### Edizione italiana
Il film venne distribuito dalla Titanus nelle sale italiane il 23 maggio 1978. Nel 1987 il film fu ridoppiato per l'uscita in VHS distribuita dalla Roxy Video, e da allora il ridoppiaggio è sempre stato utilizzato in tutte le successive edizioni in home video.

### Home video
Le colline hanno gli occhi è stato distribuito in VHS nel luglio 1988 dalla Magnum Entertainment e in DVD nel settembre 2003 dalla Lions Gate Entertainment, in un'edizione che includeva il finale alternativo, un DVD-ROM con la sceneggiatura originale e due documentari: Looking Back on The Hills Have Eyes, con interviste a Wes Craven, al direttore della fotografia Eric Saarinen e agli attori principali, e The Directors: The Films of Wes Craven, incentrato sulla carriera del regista. Tra quelle successive da segnalare la versione limitata in formato Blu-ray distribuita nel 2016 dalla Arrow Films, che ha ottenuto una candidatura al Saturn Award come "migliore edizione speciale DVD/Blu-ray".

## Accoglienza

### Incassi
Negli Stati Uniti il film incassò 25 milioni di dollari, risultando il 20º maggior successo del 1977 al box office.

### Critica
Il sito Rotten Tomatoes riporta il 67% di recensioni professionali con giudizio positivo, mentre il sito Metacritic assegna al film un punteggio di 64 su 100 basato su 8 recensioni.
Alla sua uscita il film ottenne giudizi contrastanti da parte della critica. Lo staff di Variety lo definì «un soddisfacente pezzo di pulp» e apprezzò «la trama metodica e il montaggio avvincente di Craven, oltre a una sceneggiatura che porta ai personaggi più problemi di quelli di cui avrebbero bisogno». Tim Whitehead del settimanale The Spectator giudicò la trama prevedibile e un pretesto per «scene di orrendi massacri nella vena horror di Non aprite quella porta», aggiungendo però che Wes Craven «mantiene la tensione per tutto il film e occasionalmente riesce ad alleviare l'orrore con elementi dell'assurdo». In Italia, Achille Valdata sul quotidiano La Stampa scrisse che pur eccedendo «in effettacci di violenza mista a cannibalismo... come struttura narrativa non difetta d'una sua grezza suspense che, accoppiata a una calcolata, aberrante ricerca dell'orrido e del ripugnante, non mancherà di suscitare poco invidiabili emozioni in qualche spettatore».
La rivista Fangoria lo ha elencato tra i 13 migliori horror degli anni settanta e Film Journal International lo ha citato come un "classico film grindhouse". Sul mensile Empire il critico inglese Kim Newman ha scritto nel gennaio 2000 che «dopo decenni Le colline hanno gli occhi non riesce più a tenere con il fiato sospeso come una volta», mentre il magazine Scream riporta che sebbene non sia "viscerale e da cardiopalma" come Non aprite quella porta, «è ancora tra le migliori opere di Craven e un autentico cult degli anni settanta».

## Riconoscimenti
- 1977 – Sitges - Festival internazionale del cinema fantastico della Catalogna

Premio della critica a Wes Craven

## Colonna sonora
La colonna sonora è stata realizzata dal compositore Don Peake utilizzando sia strumenti acustici che elettronici. Uno di questi era il blaster beam (reso noto due anni più tardi dalla colonna sonora del film Star Trek), un canale d'alluminio di circa 5 metri con un'unica corda metallica sulla quale il musicista Craig Huntley faceva scivolare un pezzo d'acciaio creando un lungo glissando. Tra gli altri partecipanti figurano Michael Lang al pianoforte e Tony Marcus alla viola.
I nastri andarono perduti dopo l'uscita del film e solo nel 2009 sono stati ritrovati, digitalizzati dal produttore Ron Hitchcock con il sistema Pro Tools e pubblicati su CD dalla Hitchcock Media Records. Nel 2014 la colonna sonora è stata distribuita anche su vinile dalla One Way Static Records.

## Sequel e remake
Nel 1984 lo stesso Wes Craven ha diretto Le colline hanno gli occhi II, presentato in anteprima mondiale al MystFest di Cattolica e uscito direttamente nel circuito dell'home video. Nel 2006 il regista Alexandre Aja ha diretto il remake del primo film, seguito nel 2007 da Le colline hanno gli occhi 2 diretto da Martin Weisz. In entrambi i casi Craven ha partecipato in qualità di co-produttore e nel secondo anche di co-sceneggiatore col figlio Jonathan.
Il film Mind Ripper, co-prodotto da Craven e distribuito da HBO nel 1995, era stato pensato in origine come terzo capitolo della saga. La sceneggiatura scritta da Jonathan Craven con Phil Mittleman venne però radicalmente modificata e la storia non ha in effetti nessun elemento in comune con i primi due. Ciò nonostante il film ha continuato ad essere pubblicizzato in alcuni casi come The Hills Have Eyes III.

## Riferimenti e omaggi
Il film ha originato un affettuoso "duello" a distanza durato diversi anni tra Wes Craven e il regista Sam Raimi. Quest'ultimo, dopo aver notato in una scena un poster strappato con il primo piano di uno squalo pensò che Craven avesse voluto alludere al film di Steven Spielberg e affermare che quello «era solo un "horror pop". Questo è un vero horror». Nel 1981 Raimi incluse a sua volta una locandina strappata di Le colline hanno gli occhi nel suo film d'esordio La casa e in seguito ha ammesso che aveva trovato divertente «fare a pezzi un poster del suo film per dire a Wes, "No caro, questo è un vero horror"». I riferimenti incrociati sono continuati in film come Nightmare - Dal profondo della notte, La casa 2 e Scream, fino a che nel 2015 Sam Raimi ha voluto fare un ultimo omaggio a Craven, scomparso lo stesso anno,  inserendo il guanto di Freddy Krueger in una scena dell'ultimo episodio della prima stagione della serie televisiva Ash vs Evil Dead. L'anno successivo, nel penultimo episodio della seconda stagione è inoltre visibile il poster di Le colline hanno gli occhi fuori da un cinema.
Il titolo e il testo del brano The Hills, pubblicato come singolo nel 2015 dal cantante e produttore canadese The Weeknd e incluso nell'album Beauty Behind the Madness, sono un riferimento al film.